# Aucha luteotincta
Aucha luteotincta là một loài bướm đêm trong họ Noctuidae.